# كيث دونوهيو
كيث دونوهيو (11 أكتوبر 1963 في المملكة المتحدة - ) (بالإنجليزية: Keith Donohue)‏ هو لاعب كريكت بريطاني. لعب مع Devon County Cricket Club ‏.

## وصلات خارجية
- كيث دونوهيو على موقع إي آس بي آن كريك إنفو (الإنجليزية)